# Roncocreagris beieri
Roncocreagris beieri är en spindeldjursart som beskrevs av Volker Mahnert 1976. Roncocreagris beieri ingår i släktet Roncocreagris och familjen helplåtklokrypare. Inga underarter finns listade i Catalogue of Life.